# Attero Dominatus
Attero Dominatus – drugi album studyjny wydany przez szwedzki zespół powermetalowy Sabaton 28 lipca 2006 roku. Łacińska nazwa albumu miała oznaczać "Pokonaj Tyranię". Jednak jest syntaktycznie nieprawidłowa. Poprawną formą byłoby Dominatum Attere lub Atterete jeśli jest skierowana do więcej niż jednej osoby. Tematyka albumu skupia się m.in. na II wojnie światowej. Teledysk do utworu tytułowego został nagrany w  Umeå, w Szwecji.

## Lista utworów
Opracowano na podstawie materiału źródłowego.
| Nr | Tytuł                  | Opowiada o                                                                                         | ! Czas |
| -- | ---------------------- | -------------------------------------------------------------------------------------------------- | ------ |
| 1. | "Attero Dominatus"     | Bitwa o Berlin                                                                                     | 3:43   |
| 2. | "Nuclear Attack"       | Atak atomowy na Hiroszimę i Nagasaki                                                               | 4:10   |
| 3. | "Rise of Evil"         | Wydarzenia związane z dojściem do władzy Adolfa Hitlera i prowadzące do wybuchu II wojny światowej | 8:19   |
| 4. | "In the Name of God"   | Działalność organizacji terrorystycznych, takich jak Al-Ka’ida                                     | 4:06   |
| 5. | "We Burn"              | Wojny jugosłowiańskie                                                                              | 2:55   |
| 6. | "Angels Calling"       | I wojna światowa                                                                                   | 5:57   |
| 7. | "Back in Control"      | Wojna o Falklandy                                                                                  | 3:14   |
| 8. | "A Light in the Black" | Działalność sił pokojowych ONZ                                                                     | 4:52   |
| 9. | "Metal Crüe"           | | 3:42   |

Edycja Re-Armed (2010)
Na płycie, oprócz utworów z poprzedniego wydania, znalazły się również utwory bonusowe.
| Nr  | Tytuł                                         | Czas |
| --- | --------------------------------------------- | ---- |
| 10. | "Für immer" (Doro Cover)                      | 4:37 |
| 11. | "Långa Bollar På Bengt" (Svenne Rubins Cover) | 2:53 |
| 12. | "Metal Medley" (live in Falun 2008)           | 6:13 |
| 13. | "Night Child"                                 | 5:13 |
| 14. | "Primo Victoria" (demo version)               | 4:11 |

## Twórcy
Opracowano na podstawie materiału źródłowego.
| Zespół Sabaton w składzie - Joakim Brodén – wokal prowadzący - Rickard Sundén – gitara - Oskar Montelius – gitara - Pär Sundström – gitara basowa - Daniel Mullback – perkusja - Daniel Mÿhr – instrumenty klawiszowe | Dodatkowi muzycy - Maria – wokal wspierający - Marie-Loise – wokal wspierający - Mia – wokal wspierający - Sofia Lundström – wokal wspierający - Åsa Österlund – wokal wspierający - Christian Hedgren - gościnny wokal w "Metal Crüe" | Inni - Mattias Norén – oprawa graficzna - Henrik "Henke" Jonsson – mastering - Heavy – zdjęcia - Tommy Tägtgren – realizacja nagrań, miksowanie |

## Listy sprzedaży
| Lista             | Kraj    | Pozycja |
| ----------------- | ------- | ------- |
| Sverigetopplistan | Szwecja | 16      |